# Обретая себя
«Обретая себя» (англ. Becoming Colette; фр. En se retrouvant) — драма совместного производства Великобритании, Франции и Германии.

## Сюжет
Действие происходит в начале века. Некий Анри Готье-Виллар, знаменитый холостяк, женится на крестьянской девушке Габриэль Колетт и вводит её в мир парижской жизни. Габриэль ведёт дневник, в котором фиксирует свои наблюдения. Виллар, наследник издательского дома, публикует её записи под псевдонимом Вилли. У Виллара появляется новая пассия, Полайр. Вскоре Габриэль и Полайр становятся любовницами и союзницами. Габриэль, в конце концов, надоедает двуличие Виллара, и она решает издать дневники-книги под своим именем — Колетт.

## В ролях
- Клаус Мария Брандауэр — Анри Готье-Виллар
- Матильда Май — Габриель Колетт
- Вирджиния Мэдсен — Полайр
- Джон Ван Дрилен — Альберт
- Жан-Пьер Омон — капитан
- Люсьен Амон — Сидо
- Пол Рис — Шапо

## Выпуск фильма
Дата выпуска в США — 6 ноября 1992 года (на Американском Кинорынке — в марте 1991 года). В Германия — 17 октября 1991. Франция — 1 июля 1992 года.